# Сіркка Полкунен
Сіркка Полкунен, у шлюбі Віландер (фін. Sirkka Polkunen; 6 листопада 1927, Ювяскюля — 28 вересня 2014) — фінська лижниця, олімпійська чемпіонка, призерка чемпіонату світу.

## Кар'єра
На Олімпійських іграх 1952 року в Осло, була 5-тою у гонці на 10 км, єдиною на той момент дисципліною у змаганнях лижниць.
На Олімпійських іграх 1956 року в Кортіна-д'Ампеццо стала олімпійською чемпіонкою в естафетній гонці, в якій вона бігла перший етап і закінчила його на другому місці, поступившись лише радянській лижниці Любові Козирєвій, але на наступних етапах фінки обійшли радянських спортсменок та завоювали золоті медалі. В особистій гонці на 10 км посіла 8 місце.
На чемпіонаті світу 1954 року у Фалуні здобула срібну медаль в естафеті, крім того була 6-ою в гонці на 10 км.
На чемпіонатах Фінляндії не перемагала, один раз була другою та тричі третьою.
Під час та після завершення спортивної кар'єри працювала пакувальницею на заводі з виробництва пороху.